# Bérchules
Bérchules è un comune spagnolo di 754 abitanti situato nella comunità autonoma dell'Andalusia.